# 고사촬요 (유서)
《고사촬요》(攷事撮要)는 조선 명종 9년(1554년) 야족당 어숙권(魚叔權)이 편찬한 유서(類書)이다. 선비들이 일상생활에서 유의해야 할 공사(公私) 제반사항들이 포함되어 있다. 분량 구성은 판본에 따라 차이가 있다.

## 개요
조선 명종 9년(1554년) 어숙권 등이 어명에 따라 《제왕역년기》(帝王曆年記) 및 《요집》(要集) 등을 참조하여 편찬한 책으로, 당시 조선의 대외 외교 방침이었던 사대교린(事大交隣)과 일상생활에 필요한 여러 가지 사항들을 모아 상, 중, 하 3권과 부록으로 엮은 것이다. 이후 1771년(영조 47) 서명응(徐命膺)이 《고사신서(攷事新書)》로 대폭 개정하고 증보할 때까지 12차례에 걸쳐 간행되었다.
《고사촬요》는 판본에 따라 분량에서 차이를 보이며 3권 3책본, 5권 5책본 등 이판본(異板本)들이 있으나, 대체로 구성은 모두 서문, 본문, 발문의 순서로 되어 있고, 서문은 어숙권이 편찬 당시에 지었던 내용을 그대로 싣고 있다.
상권에는 대명기년(大明紀年), 중권에는 중조(中朝, 명)와 본조(本朝, 조선)의 기신(忌辰), 탄일(誕日), 진공방물수목(進貢方物數目, 중국에 보내는 품목과 수량), 마색(馬色), 중원진공로정(中原進貢路程), 대명관제(大明官制) 등이, 하권에는 접대왜인사례(接待倭人事例), 을유년 신정약조(乙酉年新定約條), 왜인조경도로(倭人朝京道路), 접대야인사례(接待野人事例)와 조선의 동서반산계(東西班散階), 육조낭관소장(六曹郎官所掌), 반록(頒綠) 등 관제(官制)와 품계(品階) 등이 수록되어 있다. 이어 절서(節序), 복제식(服制式), 의친식(議親式), 혼서식(婚書式), 생약가(生藥價) 등 일상생활에 필요한 여러 가지 서식, 약방, 상식 등이 실려 있다.
부록에는 조선의 역대 기신(忌辰)과 팔도관직의 총수 등 53항목의 잡기(雜記)가 실려 있다.
당시 중국과 한국의 관직, 조공, 예식, 민간요법, 상식 등 제도의 전반과 한중관계사를 살피는데 중요한 자료로 꼽히고 있다. 

## 서지
《고사촬요》는 모두 열두 번에 걸쳐 재판되었다. 어숙권이 처음 편찬했을 당시의 《고사촬요》 원본은 남아 있지 않고, 선조 2년(1568년) 을해자본(乙亥字本)이 현존하는 가장 오래된 간본으로 알려져 있다.
다음 간본으로 동왕 9년(1576년)의 을해자본 번각본과 18년(1585년)의 목판본이 있다. 을해자본 번각본은 방각본(坊刻本) 가운데서는 가장 오래된 것으로 인정받고 있다. 선조 18년(1585년) 목판본은 허봉(許篷)이 필요한 부분을 증보 수정하여 간행했던 것인데, 임진왜란으로 판본이 모두 사라져 버렸다.
광해군 4년(1612년)~5년(1613년)의 경오자체 훈련도감자본은 박희현(朴希賢)이 보충하여 간행한 것으로 《속고사촬요》(續攷事撮要)라 불린다. 인조 14년(1636년)의 을해자체 훈련도감자본은 최명길(崔鳴吉)이 증보한 것으로 《속편고사촬요》(續編攷事撮要)라 불린다. 현종 15년(1674년)의 무신자본, 숙종 16년(1690년)의 목판본, 영조 6년(1730년)~11년(1735년)의 인서체 목활자본, 동왕 19년(1743년)의 인서체 목활자본이 있는데, 이후 동왕 47년(1771년)에 서명응(徐命膺)이 내용을 대폭 개정, 증보하여 《고사신서》(攷事新書)로 개찬하게 된다.

## 《고사촬요》의 책판목록
《고사촬요》 팔도정도(八道程途) 내에 수록된 책판목록은 조선 최고(最古)의 책판목록으로 꼽힌다. 임진왜란 이전, 특히 중종, 인종, 명종 및 선조 초기에 간행된 전적 전반에 걸쳐 도서의 간행 장소 및 간행 연대 등의 내용을 살펴볼 수 있는 중요한 자료이다.
그 기술은 팔도정도에서 경기도, 충청도, 황해도, 강원도, 전라도, 경상도, 평안도, 함경도 순으로 구분하고, 그 아래에 각 지방별로 세분해서 그 지방까지의 거리수와 별호를 기재한 다음, 개개 책판의 서명만 간략하게 나열하고 있다. 배열에는 별다른 체계가 없다.
책판목록에는 모두 988개의 책판이 수록되어 있으며, 지역별로는 경상도(387개), 전라도(337개), 황해도(78개), 평안도(67개), 강원도(61개), 충청도(37개), 함경도(13개), 경기도(2개) 순으로 경상도가 가장 많고 경기도가 가장 적다. 여기에 수록된 간본 가운데 가장 오래된 간본은 정종(定宗) 2년(1400년) 금산에서 개판한, 고려 말기의 문인 한수(韓脩, 1333~1384)의 시문집 《유항집》(柳巷集)인 것으로 알려져 있다.
책판목록은 개정, 증보될 때마다 책판이 심하게 손상된 것은 삭제하고, 전에 누락되거나 새로 개판된 것은 추가하였다.
임진왜란 이전 간본에는 책판목록이 모두 수록되어 있으나 그 이후 간본에서는 해당 항목이 '진공방물'(進貢方物)로 대체되었다. 이는 임진왜란으로 인해 팔도의 책판이 훼손되고 그후 개판한 책판들에 대해서 조사를 제대로 할 수 없었기 때문이다.

## 국외로의 전래
유서 《고사촬요》는 일본에도 전해졌다. 에도 시대인 덴나 3년(1683년)에 쓰시마 후추 번에서 작성한 번의 소장 도서목록인 '덴나 3년 목록'에는 포함되어 있지 않지만 쓰시마에 현존하는 문헌 가운데 16세기 전기의 을해자본(목활자가 다수 섞임) 《고사촬요》가 소장되어 있다. 이보다 앞서 간분(寛文) 10년(1670년)에 편찬된 《본조통감》(本朝通鑑) 인용서목(引用書目)의 화한(華韓) 한서부(韓書部)에, 본서에 인용된 조선의 서적 가운데 《고사촬요》가 언급되고 있다. 
영조 24년(1748년)에 통신사가 왜에 갔을 때 통신사 서기들이 일본의 유학자들과 필담하는 자리에서 아메노모리 호슈의 제자인 기국서(紀國瑞)가 조선의 《고려사》, 《여지승람》, 《고사촬요》, 《병학지남》, 《징비록》, 《황화집》, 《보한재집》, 《퇴계집》, 《율곡집》 등을 본 적이 있다고 밝혔다고 한다. 
이미 아메노모리 호슈 역시 《교린제성》에서 조선의 사정을 알기 위해서는 《경국대전》(經國大典)과 《고사촬요》 등의 책을 늘 잘 살필 것을 당부하였으며, 아라이 하쿠세키는 조선의 신숙주가 쓴 《해동제국기》에서 필요한 부분을 발췌해 주석을 붙인 '해동제국기초석'의 취지문에서 "《경국대전》, 《고사촬요》 등과 같은 저 나라의 여러  문헌 및 (외교를 담당했던) 우리나라(일본)의 오산(五山) 승려들이 사신 갔을 적에 남긴 기행문 등을 아울러 참고하고"라고 하여 《해동제국기》의 내용을 《경국대전》 그리고 《고사촬요》 등과 비교 검토하였음을 밝히고 있다. 
또한 아라이 하쿠세키가 오제 후쿠안(小瀨復庵, 1669~1718)과 주고 받은 서한에서도 《고사촬요》가 언급되며, 하쿠세키는 자신의 저술인 《오사략》 '조선빙사후의'에서도 《고사촬요》를 인용하였다. 일본의 사학자 세노 세이이치로나 한국의 문헌학자 김시덕은 《고사촬요》의 존재가 일본 학계에 알려지는 데에 중요한 역할을 한 사람 가운데 한 명이 아라이 하쿠세키였을 것으로 추정하였다. 
이밖에 오타 난포(大田南畝, 1749~1823)가 쓰시마 후추 번으로부터 전해 들은 이야기를 《증정반일한화》 권18에 기록하면서 조선에 대한 문헌으로 '홍사촬요'(弘事撮要), '문관지' 등이 있다고 언급하는데 여기서 '홍사촬요'는 '고사촬요'와는 일본어로 같은 발음으로, 오타 난포는 쓰시마를 경유해서 이름만 전해 들었던 것으로 보인다. 난학자 아오키 곤요(靑木昆陽, 1698~1769)는 자신의 저서 《곤요반로쿠》(昆陽漫錄)에서 《고사촬요》 등 조선에서 전해진 문헌들을 다수 인용하였는데 그 가운데 권6에서는 홍사촬요 즉 고사촬요의 저자가 어숙권으로 명 가정 갑인년(1554년)에 간행되었다는 정보를 기록하고 본서에 수록된 각종 정보를 인용하고 있다.

## 같이 보기
- 고사신서
- 유서 (책)